# Commission internationale permanente pour l'épreuve des armes à feu portatives
 (avril 2017).
Si vous disposez d'ouvrages ou d'articles de référence ou si vous connaissez des sites web de qualité traitant du thème abordé ici, merci de compléter l'article en donnant les références utiles à sa vérifiabilité et en les liant à la section « Notes et références ».
Pour les articles homonymes, voir CIP.
La Commission internationale permanente pour l'épreuve des armes à feu portatives (CIP), créée en 1914 par Joseph Fraikin, est une organisation supra-nationale dont la dernière convention, signée par 14 États en 1969 est déposée aux Nations unies. La Belgique est dépositaire de l'original de la convention.

## Mission
La C.I.P. établit les règles pour les épreuves au banc des armes à feu et des munitions. Son but est d'harmoniser les procédures entre les États membres et d'assurer la réciprocité de leurs poinçons d'épreuve.

## Fonctionnement
Une session plénière se tient tous les deux ans dans un des pays membres. Au cours de ces sessions les décisions sont votées et doivent être ratifiées par les pays signataires et ont force de loi dans ces pays.
Le bureau permanent se trouve à Bruxelles à l'École royale militaire belge.
Chaque État membre possède une délégation composée des directeurs des bancs d'épreuves et de plusieurs experts en armes à feu.

## États membres
Les États membres de la CIP sont :
- Allemagne
- Autriche
- Belgique
- Chili
- Émirats arabes unis
- Espagne
- Finlande
- France
- Hongrie
- Italie
- Portugal
- République tchèque
- Royaume-Uni
- Russie
- Serbie
- Slovaquie

Les États-Unis ont le statut d'observateur.

## Historique
Les tests de sécurité des armes à feu ont été progressivement rendus obligatoires au XVIe siècle, par exemple en Styrie (Autriche) par décret de Maximilien Ier de Habsbourg le 12 septembre 1501, un peu plus tard à Londres (Angleterre), puis dans d'autres pays au XVIIe siècle. À cette époque, l'épreuvage était exécuté dans des lieux publics.
La Commission internationale permanente pour l'épreuve des armes à feu portatives a été créée dans le contexte historique du début de la Première Guerre mondiale mais précède l’éclatement de celle-ci de quelques jours : la C.I.P. est fondée le 15 juillet 1914, entre l'attentat de Sarajevo (28 juin), et l'ultimatum à la Serbie (23 juillet).